# Onomastique

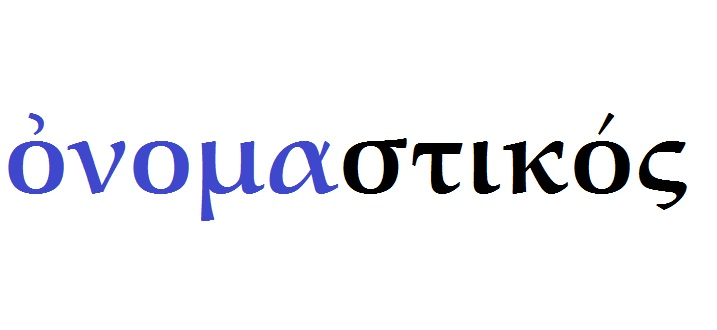
Forme masculine de l'adjectif onomastique en grec.

L'onomastique est une branche de la lexicologie ou de la philologie qui a pour objet l'étude des noms propres : leur étymologie, leur formation, leur usage à travers le temps ou encore leur fonctionnement en synchronie. Le terme onomastique vient du grec ὀνομαστική / onomastikḗ, « art de dénommer », de ὄνομα / ónoma, « nom ».
Le problème de l'origine et de la signification des noms propres est immémoriale et remonte, en Occident, aux textes bibliques. Toutefois, en tant que discipline scientifique, reposant sur des preuves matérielles – inscriptions, documents écrits –, l'onomastique (et ses branches majeures, l'anthroponymie et la toponymie), ne date que du milieu du XIXe siècle ; c'est à partir de cette époque qu'elle a acquis ses méthodes et ses règles ; comme dans toute discipline savante, certains de ses résultats sont prouvés, d'autres hypothétiques et d'autres conjecturaux.
L'onomastique trouve de nouvelles applications dans le domaine des affaires, avec l'apparition de nouvelles techniques de fouille de données (data mining) : marketing, communication, gestion des risques et ressources humaines. L'onomastique est également utilisée par l'Organisation internationale pour les migrations en combinaison avec le big data pour estimer les flux migratoires.

## Histoire et méthodes de l'onomastique
L'onomastique fut parfois aussi appelée onomastie.
L’un des premiers traités d’onomastique est dû à Eusèbe Salverte, qui fait paraître en 1826 son Essai historique et philosophique sur les noms d'hommes et de lieux. Dans cet ouvrage, l’onomastique est considérée à mi-chemin entre la critique nominaliste et la philosophie mobiliste inspirée d’Héraclite.
L'onomastique d'abord est une branche de la philologie : l'étude scientifique de l'origine et du sens d'un nom propre consiste d'abord à rechercher les documents les plus anciens où il apparaît, à étudier la transformation de ses formes au fil du temps selon le contexte linguistique et historique. L'onomastique mobilise donc plusieurs sciences :
- la philologie : étude des documents anciens ;
- l'histoire : circonstances historiques de création d'un nom ;
- la linguistique historique : règles de transformation d'un mot selon le contexte des langues où il est employé.

La toponomastique et l'anthropologie explorent aussi le rôle des noms de lieux dans la formation et le maintien des identités individuelles et du groupe dans des situations multilingues et multiethniques.

## Organisation

### Au niveau international
L'organisme fédérateur au niveau international est l'International Council of Onomastic Sciences (ICOS), dont le siège se trouve à Louvain en Belgique. Cette organisation édite la revue Onoma qui contient des rapports actualisés sur les travaux menés dans les différents champs des sciences onomastiques. Elle soutient le colloque mondial organisé chaque année par l'un de ses membres.

### En France
L'organe officiel destiné à la recherche onomastique en France est le Centre d'onomastique des Archives nationales et il se trouve hébergé par le Centre d'accueil et de recherche des Archives nationales à Paris. Ouvert au public, il comporte une bibliothèque rassemblant plus de 8 000 ouvrages ainsi qu'un fonds cartographique.
Fondée en 1960 par les héritiers de la pensée d'Albert Dauzat, la Société française d'onomastique édite une revue, paraissant chaque année en un numéro double, et des Cahiers qui privilégient une approche de vulgarisation. Elle attribue un prix, le Prix Albert Dauzat, ainsi qu'un colloque qui se tient tous les deux ans et dont les Actes font l'objet d'une publication.

## Champs d'application
Dans l'étude des langues, le nom propre se manifeste à travers la syntaxe et la morphoanalyse mais aussi à la lumière de phénomènes extralinguistiques.
Les deux branches principales et les plus anciennes de l'onomastique sont l'anthroponymie et la toponymie, science qui s'applique aussi à étudier les noms de cours et étendues d'eau (hydronymie), de relief (oronymie) ou de voies de communication (odonymie). Elle intervient également dans le domaine commercial où elle étudie les noms des boutiques, des enseignes ou des marques (onomastique commerciale ou onomastique des noms propres commerciaux).

## Vocabulaire d’onomastique

### Onomastique des personnes, des peuples et des langues
- allonyme : nom de personne (notamment d'auteur) emprunté à une autre (réelle, mais qui en fait n'est pas l'auteur) (cf. wiki/allonyme) (exemple : l'écrivain Charles Cotin, auquel Boileau attribua ses propres Satires ; on a suggéré que William Shakespeare pour de mystérieux personnages, ou partiellement Molière pour Corneille, auraient constitué des allonymes ; c'est le thème du film Le mystère Henri Pick, 2019). En toponymie, allonyme est synonyme d'exonyme ;
- andronyme : nom d'un homme, nom de l'époux ;
- anthroponyme : nom de personne, et plus généralement nom humain ;
- antonomase : figure de style où un nom propre désigne un nom commun (cf. harpagon pour un avare), ou l'inverse ;
- aptonyme : néologisme québécois désignant un patronyme fondé sur une entité lexicale dont le sens est lié à une caractéristique de la personne, comme son métier, ses occupations, etc. et désigné en anglais « charactonym » (exemple : M. Painchaud, boulanger) ;
- autonyme : mot lui-même et non ce qu'il désigne, désignation de la substance d'un mot par ce mot lui-même (ex. « pomme » désigne une pomme) ;
- cognomen : surnom placé après le nomen d'un Romain, héréditaire ou individuel ;

- cryptonyme : pseudonyme d'une personne servant à dissimuler son identité (exemple : Molière pour Jean-Baptiste Poquelin, Voltaire pour François-Marie Arouet ; Raimu pour Jules Muraire) ;
- déoronyme : nom formé sur un nom de montagne ou de hauteur ;
- détoponyme : nom formé sur un nom de lieu ;
- endonyme : nom par lequel ses membres désignent leur ethnie ou leur langue, contrairement à son ou ses exonymes (exemple : Inuit est l'endonyme d'Eskimau) ;
- ethnonyme : nom de peuple ou d'ethnie ;
- exonyme : nom attribué par d'autres à une ethnie ou un groupe humain, par opposition à son ou ses endonymes (exemple : Esquimau est l'exonyme d'Inuit) ;
- gentilé : désignation des habitants d’un lieu ;
- gentilice : nom d'un clan chez les Romains ;
- glottonyme ou glossonyme : nom de langue (cf. wiki/glossonyme) ;
- gynéconyme : nom d'une femme ;
- hagionyme : nom de saint ;
- hétéronyme : pour un auteur, pseudonyme donné comme un créateur autonome ayant sa vie, son œuvre, son style et sa personnalité propres (cf. les écrivains Pessoa, Laurent, Dard) ;
- homonyme : personne portant le même nom propre qu'une autre ;
- hypocoristique : modification affectueuse du nom d'une personne, par exemple Pierrot pour Pierre, Jeannot pour Jean ;
- idionyme : nom propre à une seule personne (exemple : Vercingétorix) ;
- initialisme : cryptonymie utilisant des initiales (initialisme et graphisme associés créent un monogramme) ; sigle (proche de l'acronyme) (cf. wiki/initialisme) ;
- matronyme : nom de famille transmis par la mère ;
- mononyme : nom unique identifiant généralement une personne, comme Molière, Voltaire ou Colette ;
- mythonyme : théonyme (voir ci-dessous), ou nom d'un personnage de fiction ;
- nomen : nom d'une famille, d'une lignée chez les Romains ;
- ognomen : surnom individuel pouvant s'ajouter au cognomen chez les Romains ;
- onomatologie : science et classification des noms, des mots (au sens général, selon Littré) ; au sens particulier d'Albert de Rochetal : influence des noms humains sur le caractère, la personnalité, voire la destinée des individus (cf. la fiche BNF[11])
- papponyme : nom formé sur le nom grand-paternel ;
- particule : préposition précédant un nom de famille (Armand-Jean du Plessis de Richelieu, Jean de La Fontaine) ;
- patronyme : nom transmis par le père ;
- pseudonyme : nom d'emprunt d'une personne (cf. hétéronyme) ;
- sobriquet : surnom affectif, souvent dévalorisant, donné à une personne ;
- socionyme : nom d'un groupe social (exemple : les Contis pour les ouvriers travaillant à l'usine Continental) ;
- supernomen : nom de personne ajouté au nom romain en dehors de l'Italie et dès le Bas-Empire romain ;
- surnom : nom familier autre que le prénom et le nom (cf. hypocoristique ; par exemple : Chichi pour Jacques Chirac) ;
- théonyme : nom de divinité (religions, mythologies) ;
- topo-patronyme : patronyme qui reflète une origine géographique (toponyme). Nom indiquant une région, une ville, un village ou hameau voire le lieu d'habitation de la famille.

### Onomastique des lieux
- agronyme : nom de parcelle de terre non habitée ;
- allonyme : nom de lieu désignant concurremment un même lieu (exemple : Byzance, Constantinople et Istanbul) (cf. wiki/allonyme) ;
- anthropotoponyme : nom de lieu formé sur le nom d'une personne ;
- choronyme : nom de lieu ou de région issu d’une caractéristique géographique physique ou d'une particularité environnementale (à ne pas confondre avec chrononyme, nom propre donné à une période spécifique de temps) ;
- hagiotoponyme : nom de lieu en rapport avec la sainteté ;
- hydronyme : nom d’un cours d’eau ou d’une étendue d'eau ;
- limnonyme : nom d'étendue d'eau (lac, étang...) ;
- macrotoponyme : nom de hameau, de commune, de paroisse, de zone occupée (ZAC, etc.) ou habitée (quartier, lotissement, etc.) ;
- microtoponyme : nom de lieu-dit, d'écart habité ou non (souvent une parcelle cadastrale ou un quartier) ;
- néotoponyme : nom de lieu de création récente ;
- nésonyme : nom d'île ;
- odonyme : nom de voie de communication ;
- ornithonyme : nom de lieu issu de celui d'oiseaux, ou plus généralement nom de l'oiseau expliqué par l'ornithonymie ;
- oronyme : nom de montagne, de hauteur ;
- polionyme : nom de ville ou d'agglomération ;
- politonyme[12]: nom d'entité politique et administrative
- spéléolonyme : nom de grotte ;
- thalassonyme : nom de lieu marin ;
- toponyme : nom de lieu en général, sujet d'étude de la toponymie ou toponomastique ;
- urbanonyme : cf polionyme.

### Management et marketing
- l'onomastique des organisations, pour les noms d'entreprise, de sites web, de personnes morales ;
- l'onomastique marketing, pour les noms de marques et de produits[13].

### Onomastique dans l'apologétique chrétienne
L'onomastique a fait récemment l'objet de recherches apologétiques approfondies par deux spécialistes du Nouveau Testament : Richard Bauckham et Peter Williams. Selon ces auteurs, l'étude des noms propres se trouvant dans les Évangiles accréditerait la thèse selon laquelle ceux-ci résulteraient de témoignages oculaires.

### Autres
- agoronyme : nom d'assemblée ;
- acronyme : sigle se prononçant comme un mot normal ;
- bathéonyme : nom d'une profondeur (gouffre, dépression de terrain…) ;
- chromonyme : nom de couleur ;
- chrononyme : nom d'une période historique ;
- dendronyme : nom d'arbre ;
- domonyme : nom de bâtiment, d'édifice public ou privé ;
- éconyme : nom porté par une maison, héréditaire et transmissible même s'il y a changement de propriétaire ;
- éponyme : qui donne son nom à (et non pas, en bon français : qui reçoit son nom de, ce qu'admet abusivement l'anglais ) ;
- politonyme : nom d'entité politique et administrative[12].
- phytonyme : nom de plante ;
- tautonyme : en zoologie, répétition exacte du nom du genre pour désigner l'espèce (ex. : Rattus rattus) ;
- typonyme : tous les termes servant de spécimens de référence et permettant d'organiser, classer la connaissance : par exemple les mots de cette page, et bien sûr aussi les termes structurant d'autres domaines d'études (sciences, grammaire, linguistique, littérature… ; cf. quelques termes de grammaire sur Wiktionary : hyponyme, ou à l'article métonymie) ;
- zoonyme : nom d'animal.